# 143139 Kucakova
143139 Kucakova este o planetă minoră (asteroid), cu un diametru de 4,351 km, din centura de asteroizi. A fost descoperită pe 7 decembrie 2002 la Ondřejovská hvězdárna⁠(d) de Petr Pravec⁠(d). 
Obiectul prezintă o orbită caracterizată de o semiaxă mare de 2,7619374861684 UAi, o excentricitate de 0,03911301095688, o înclinație de 3,8084660822257 ° în raport cu ecliptica.